# مایکون پریرا د اولیویرا
مایکون پریرا د اولیویرا (پرتغالی: Maicon Pereira de Oliveira؛ زادهٔ ۸ مهٔ ۱۹۸۸ - درگذشتهٔ ۸ فوریهٔ ۲۰۱۴) که عموماً با نام مایکون شناخته می‌شود، بازیکن فوتبال اهل برزیل بود. او در پست مهاجم بازی می‌کرد

## مرگ
در ۸ فوریه ۲۰۱۴، زمانی که مایکون با هیوندای الانترا به خانه بازمی‌گشت، بر اثر سانحه رانندگی در سن ۲۵ سالگی در شهر دونتسک کشور اوکراین درگذشت